# Molguloides crenatum
Molguloides crenatum is een zakpijpensoort uit de familie van de Molgulidae. De wetenschappelijke naam van de soort is voor het eerst geldig gepubliceerd in 1974 door Monniot C. & Monniot F..